# Hexoplon navajasi
Hexoplon navajasi là một loài bọ cánh cứng trong họ Cerambycidae.